# 佩爾加魯米山
8°52′22″S 77°44′34″W / 8.87278°S 77.74278°W
佩爾加魯米山（Pergarumi），是秘魯的山峰，位於該國北部安卡什大區，由瓦伊拉斯省的聖克魯斯區負責管轄，屬於布蘭卡山脈的一部分，海拔高度5,000米。